# Astor (Familienname)
Astor ist ein Familienname, der vor allem im englischen Sprachraum verbreitet ist.

## Namensträger
- Ava Willing Astor (1868–1958), US-amerikanische High-Society-Lady
- Betty Astor (1902–1972), deutsche Filmschauspielerin
- Bob Astor (Robert E. Dade; 1915–nach 1967), US-amerikanischer Komponist und Bandleader
- Brooke Astor (1902–2007), US-amerikanische Philanthropin
- David Astor (1912–2001), britischer Zeitungsverleger und -herausgeber
- Eva Astor (1944–2020), österreichische Schauspielerin, Schlagersängerin und Astrologin
- Felix Astor (* 1968), deutscher Jazzmusiker
- Gavin Astor, 2. Baron Astor of Hever (1918–1984), britischer Adeliger und Verleger, Mitglied des britischen Oberhauses
- Georg Peter Astor (1752–1813), deutscher Unternehmer
- Gertrude Astor (1887–1977), US-amerikanische Schauspielerin
- Hans Astor (* 1954), deutscher Schriftsteller
- Jacob Astor (1867–1938), deutscher Politiker (Zentrum)
- Johann Jakob Astor (1763–1848), US-amerikanischer Unternehmer
- John Astor, 3. Baron Astor of Hever (* 1946), britischer Geschäftsmann und Peer
- John Jacob Astor IV (1864–1912), US-amerikanischer Geschäftsmann und Titanic-Opfer
- John Jacob Astor, 1. Baron Astor of Hever (1886–1971), auch: John Jacob Astor V
- Junie Astor (1911–1967), französische Schauspielerin
- Madeleine Astor (1893–1940), US-amerikanische Millionärs-Gattin und -Erbin
- Mary Astor (1906–1987), US-amerikanische Schauspielerin
- Nancy Astor (1879–1964), britische Politikerin
- Pauline Astor (1880–1972), britisches Mitglied der Familie Astor
- Roland Astor (1941–2024), österreichischer Schauspieler
- Tom Astor (Wilhelm Bräutigam, * 1943), deutscher Country-Musiker
- Waldorf Astor, 2. Viscount Astor (1879–1952), britischer Peer und Politiker
- William Astor, 4. Viscount Astor (* 1951), britischer Politiker
- William Backhouse Astor (1792–1875), US-amerikanischer Firmenerbe und Millionär
- William Backhouse Astor junior (1829–1892), US-amerikanischer Immobilien-Erbe
- William Waldorf Astor, 1. Viscount Astor (1848–1919), britischer Adliger und Politiker
- William Waldorf Astor, 3. Viscount Astor (1907–1966), britischer Adliger und Politiker
- Willy Astor (* 1961), deutscher Kabarettist und Gitarrist